# Hsiao Chi-ching
Le professeur Hsiao Chi-ching (chinois simplifié : 萧启庆 ; chinois traditionnel : 蕭啟慶 ; pinyin : xiāo qǐqìng ; Wade : Hsiao Ch'i-chi'ing), parfois écrit Ch'i-chi'ing Hsiao, né le 16 mai 1937 et décédé le 11 novembre 2012, est un historien chinois de Taixing, à Taïwan. Il est membre de l'Academia sinica. 

## Biographie
Il étudie à l'Université nationale de Taïwan.